# Pop-filosofia
La pop-filosofia (anche chiamata pop filosofia o filosofia pop, originariamente in francese pop’philosophie) è un concetto inventato da Gilles Deleuze durante gli anni '70. Consiste principalmente nell’affermare una possibile connessione tra la filosofia e la cultura popolare intesa come l’insieme della produzione culturale di massa del mondo contemporaneo. La definizione precisa di questa relazione, tuttavia, ha subito nel tempo una profonda evoluzione.

## Storia

### Origini
La “pop’philosophie”  appare per la prima volta nel 1972 ne L'Anti-Edipo di Deleuze e Guattari . L’idea di una filosofia o di un’analisi che fosse “pop” era un sogno di Deleuze  che mirava a scrivere un libro non specializzato, che riuscisse a toccare immediatamente i profani e propagarsi come la musica pop di quegli anni, che d’altronde era stata teatro di fenomeni di affluenze collettive, spettacolari e varie del calibro di Woodstock o del Maggio francese. L’idea della pop' philosophie può in parte spiegare il successo delle pubblicazioni di Deleuze e Guattari al di fuori degli ambienti filosofici e della psicoanalisi. . Questo sogno di un impatto puro ed immediato dei libri di filosofia trova giustificazione nella teoria delle intensità di Deleuze, come dimostrato da un passaggio di Lettera a un critico severo, sempre a proposito di L’Anti-Edipo:
(Gilles Deleuze, Pourparlers)

### Ritorno in auge nel XXI secolo
Una volta iniziato l’interesse per questa nozione, un altro libro viene pubblicato nel 2003. Un gruppo di giovani filosofi vicini a Alain Badiou pubblica una raccolta di saggi dedicati alla dimensione metafisica del popolare film americano Matrix, carico di riferimenti filosofici più o meno espliciti.  Le diverse rivendicazioni del termine pop filosofia emergono a partire dal 2004 hanno tutte una cosa in comune: confrontare la filosofia a ciò che teoricamente c’è di più estrinseco ad essa: la subcultura.
Da allora si sono pubblicati una serie di libri di filosofia dedicati al cinema commerciale o al rock, come la raccolta «Philosophie et cinéma» di Éric Dufour, o l’opera Rock’n philo di Francis Métivier. Appaiono anche opere di più difficile interpretazione come le raccolte Fresh Théories, che trattano mostre d’arte contemporanea del Palais de Tokyo, oppure l’intervista Pop philosophie di Mehdi Belhai Kacem, un filosofo che vede il punto cieco dello strutturalismo lacaniano nell’attrice di cinema.  Simone Regazzoni pubblica nel 2010 Pop filosofia, una raccolta di saggi che affronta diversi aspetti della cultura pop da un punto di vista filosofico.
La moderna cultura pop-filosofica si differenzia in due aspetti principali con la pop’philosophie teorizzata da Deleuze: da una parte, il successo mediatico e popolare dei nuovi testi non è comparabile con l’Anti-Edipo; dall’altra, la loro presentazione è a volte più sofisticata, perché seguono codici propri dell’arte contemporanea e fanno riferimenti rivolti agli iniziati di questo argomento (per esempio il sopracitato Fresh Théories fa riferimento alla nozione snob di French Theory). Pertanto non si tratta più di scrivere opere filosofiche per un pubblico di profani, ma di offrire ad un pubblico di iniziati alla teoria opere dedicate a oggetti qualsiasi, i quali sono elevati ad oggetti di buon gusto, in un processo paradossale, ma frequente. 

### Festival dedicati alla Pop filosofia
Nel 2009, Jacques Serranno, che da anni lavora ad una comparazione tra arte e teoria, crea a Marsiglia la Semaine de la pop philosophie (Settimana della pop-filosofia) . L’espressione pop-filosofia torna dunque in quel momento ad essere sinonimo di un rinnovato interesse degli intellettuali per i prodotti culturali popolari. Interesse perfettamente esemplificato, tra le altre cose, dalla pubblicazione degli Écrivains en séries di Leo Scheer, che contiene articoli e testimonianze di letterati sulla cultura televisiva. 
Tra gli altri eventi dedicati a questa corrente culturale al di fuori della Francia, in Italia dal 2011 si svolge Popsophia, ideato e diretto da Lucrezia Ercoli, con eventi in diverse città delle Marche, in particolare Civitanova Marche, Pesaro,Tolentino e attualmente Ancona. Il festival ha ospitato numerosi filosofi e intellettuali (quali Simone Regazzoni, Umberto Curi e Massimo Donà) e giustappone lectio magistralis e dibattiti tradizionali a spettacoli musicali e momenti divulgativi.